# Château du Hagelschloss
Le château du Hagelschloss ou château de Waldsberg est un château fort en ruines situé dans la commune française d'Ottrott, dans le département du Bas-Rhin.

## Toponymie
Le Hagelschloss tire probablement son nom de sa position dominante sur la vallée du Hagelthal. Au XIXe siècle on l'identifia comme étant le château de Waldsberg dont parlent certains documents historiques[réf. nécessaire].

## Localisation
Le Hagelschloss est situé sur le Hohenburgberg situé en face du mont Sainte-Odile, au nord de ce dernier. Il est proche du mur païen du Mont-Sainte-Odile, et certaines pierres du château semblent avoir été empruntées à ce mur.
L'accès au Hagelschloss ne s'effectue qu'à pied, par les chemins de randonnée balisés par le Club vosgien.

## Historique
Au XIIIe siècle, c'est un fief de l'empire germanique. On ne connaît pas avec précision la date de construction de la forteresse. Un châtelain du nom de Guillaume Erb entre en conflit avec la ville de Strasbourg. Des ambassadeurs du prélat sont retenus captifs au château, ce qui va motiver un siège de la place, en 1406. À l'issue de ce siège, Erb est capturé et le château fut démantelé. Il ne sera jamais reconstruit.

## Description

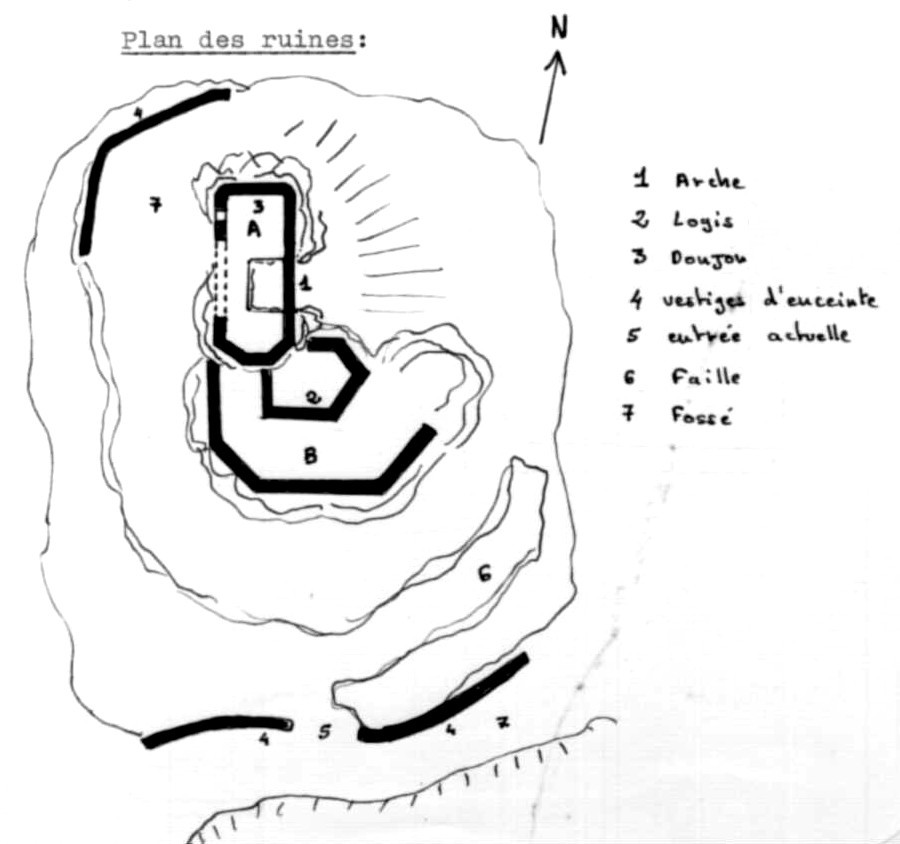
Plan du château de Hagelschloss.

Outre diverses murailles, l'élément principal des vestiges consiste en une formidable arche de maçonnerie reliant les extrémités d'un rocher en forme de U sur lequel la partie haute du château s'élevait.